# Home Nations Championship 1902
L'Home Nations Championship 1902 (in gallese Pencampwriaeth Rygbi'r Pedair Gwlad 1902) fu la 20ª edizione del torneo annuale di rugby a 15 tra le squadre nazionali di Galles, Inghilterra, Irlanda e Scozia.
Il torneo fu appannaggio del Galles, unica squadra, fino a quel momento, il numero dei cui trofei coincideva con altrettante Triple Crown: per la terza volta, infatti, i Dragoni vinsero il Championship a punteggio pieno mentre la Scozia, vincitrice con la Corona l'anno prima, terminò a zero punti spossessata della Calcutta Cup dall'Inghilterra nella partita di chiusura del torneo.
Il valore delle marcature, come stabilito dall’IRFB nel 1893, era: 3 punti per ciascuna meta (5 se trasformata), 3 punti per la realizzazione di ciascun calcio piazzato, 4 punti per la realizzazione di ciascun drop o mark.

## Nazionali partecipanti e sedi
| Squadra     | Città            | Impianto interno                    |
| ----------- | ---------------- | ----------------------------------- |
| Galles      | Cardiff          | Arms Park                           |
| Inghilterra | Leicester Londra | Welford Road Rectory Field          |
| Irlanda     | Belfast Dublino  | Balmoral Showgrounds Lansdowne Road |
| Scozia      | Edimburgo        | Inverleith Sports Ground            |

## Risultati
| Arbitro: | Rupert Jeffares sr |

|                 |      |              |
| Dobson Robinson | mt   | Gabe Osborne |
| Alexander       | tr   |              |
|                 | c.p. | Bancroft     |

| Arbitro: | P. Gilliard |

|                        |    |           |
| Llewellyn (2) Gabe (2) | mt | Welsh     |
| S. Jones               | tr | Gillespie |

| Arbitro: | Robin Welsh |

|                  |    |             |
| Coopper Williams | mt | F. Gardiner |

| Arbitro: | A. Hill |

|        |    |  |
| Doran  | mt |  |
| Corley | tr |  |

| Arbitro: | Crawford Findlay |

|  |      |                          |
|  | mt   | Nicholls Llewellyn Lloyd |
|  | tr   | Brice                    |
|  | drop | Nicholls                 |

| Arbitro: | F.M. Hamilton |

|      |    |                 |
| Fell | mt | Williams Taylor |

## Classifica
| Pos | Squadra     | G | V | N | P | PF | PS | DP  | Pt |
| --- | ----------- | - | - | - | - | -- | -- | --- | -- |
| 1   | Galles      | 3 | 3 | 0 | 0 | 38 | 13 | +25 | 6  |
| 2   | Inghilterra | 3 | 2 | 0 | 1 | 20 | 15 | +5  | 4  |
| 3   | Irlanda     | 3 | 1 | 0 | 2 | 8  | 21 | −13 | 2  |
| 4   | Scozia      | 3 | 0 | 0 | 3 | 8  | 25 | −17 | 0  |